# Carapa macrocarpa
Carapa macrocarpa är en tvåhjärtbladig växtart som beskrevs av Adolpho Ducke. Carapa macrocarpa ingår i släktet Carapa och familjen Meliaceae. Inga underarter finns listade i Catalogue of Life.